# Storeager
Storeager ist eine kleine unbewohnte dänische Insel südlich von Lolland. Die Insel gehört zum Kirchspiel Errindlev (Errindlev Sogn in der Harde Fuglse Herred im damaligen Maribo Amt) und gehörte ab 1970 zur damaligen Holeby Kommune im damaligen Storstrøms Amt, die mit der Kommunalreform zum 1. Januar 2007 in der Lolland Kommune in der Region Sjælland aufging. Storeager gehört mit den benachbarten Inseln Lilleager, Hyllekrog und Drummelholm zum Naturschutzgebiet Hyllekrog.